# Douglas XA-2
El Douglas XA-2 fue un prototipo de avión de ataque, convertido desde un avión de observación Douglas O-2, en la primavera de 1926, por la estadounidense Douglas Aircraft Company. Sólo el prototipo fue construido y el modelo no entró en producción.

## Diseño y desarrollo
Un Douglas O-2, número de serie 25-380, fue modificado como avión de ataque, y mientras que la estructura básica del avión se mantuvo, se aplicaron varios cambios. El motor Liberty V-1650 refrigerado por agua del O-2 fue reemplazado por un Allison VG-1410 invertido y refrigerado por aire. La razón de esto fue que se constató que el sistema de refrigeración por agua era demasiado vulnerable al fuego enemigo. Las cubiertas inferiores del motor fueron retiradas para permitir un mayor flujo de aire. También el A-2 estaba más pesadamente armado que el O-2. El A-2 tenía seis ametralladoras Browning M1917 de calibre .30 (7,62 mm) de tiro frontal (dos en el morro por delante de la cabina, y dos en cada semiala superior e inferior). Dos armas Lewis de calibre .30 (7,62 mm) fueron instaladas en un montaje flexible para ser usadas por el artillero-observador en la defensa trasera del avión. Asimismo, tenía capacidad para una pequeña carga de bombas (45 kg).
El Douglas XA-2 fue evaluado contra el Curtiss XA-3 (una conversión del avión de observación Curtiss O-1B). El avión de Douglas ganó la competición inicial, pero el Ejército se percató de que el motor Liberty estaba falto de potencia y el suministro era reducido. Ordenó una segunda competición con ambos modelos dotados de motores Packard 1A-1500. El avión de Curtiss ganó esta vez y se convirtió en el avión de ataque de primera línea del Cuerpo Aéreo del Ejército de los Estados Unidos (Curtiss A-3 Attack Falcon) de 1928 a 1935.

## Operadores
Estados Unidos
- Cuerpo Aéreo del Ejército de los Estados Unidos

## Especificaciones
Referencia datos: Popular Aviation

### Características generales
- Tripulación: Dos (piloto, artillero/observador)
- Longitud: 9 m (29,6 ft)
- Envergadura: 12,1 m (39,7 ft)
- Altura: 3,4 m (11,2 ft)
- Peso máximo al despegue: 2261 kg (4983,2 lb)
- Planta motriz: 1× motor lineal V-12 invertido refrigerado por aire Allison VG-1410.
  - Potencia: 323 kW (445 HP; 439 CV)

### Rendimiento
- Velocidad máxima operativa (Vno): 209 km/h (130 MPH; 113 kt)
- Velocidad crucero (Vc): 161 km/h (100 MPH; 87 kt)
- Alcance: 644 km (348 nmi; 400 mi)
- Techo de vuelo: 4572 m (15 000 ft)

### Armamento
- Ametralladoras: 

  - 6x Browning M1917 de 7,62 mm de fuego frontal (2 en el fuselaje y 2 en cada ala)
  - 2x Lewis de 7,62 mm instaladas en un montaje flexible
- Bombas: Provisión para 45 kg en soportes del ala inferior

## Aeronaves relacionadas

### Desarrollos relacionados
- Douglas O-2

### Aeronaves similares
- Curtiss Falcon

### Secuencias de designación
- Secuencia A-_ (Aviones de Ataque del USAAS/USAAC/USAAF, 1924-1947): A-2 - A-3 - A-4 - A-5 →